# 刘大年
刘大年（1915年8月1日—1999年12月28日），男，湖南华容人，中华人民共和国历史学家，参与1949年后毛泽东对孙中山论述的进一步丰富、强化和推广。

## 生平
早年肄业于长沙湖南国学专修学校。1938年赴陕北进中国人民抗日军政大学学习。后担任北方大学工学院副主任，北方大学、华北大学历史研究室副主任，华北大学四部领导成员。
1950年，担任中国科学院党组成员、中国科学院编译局副局长、中国科学院近代史研究所副所长、中国科学院哲学社会科学部学部委员。文化大革命期间被批斗，1978年担任中国社会科学院近代史研究所所长。